# Supersimetrie
Supersimetria este o simetrie, care leagă particulele elementare de un spin de alte particule care au spinul diferit cu 1/2, aceste particule fiind cunoscute drept superparteneri. Pentru fiecare tip de bozoni există un fermion specific, cu aceeași masă și numere cuantice interne, fiind diferit doar de spin, și vice-versa. De exemplu, superpartenerul electronului (fermion) este selectronul (boson). Însă supersimetria (cuplul boson-fermion) nu a până acum fost observată în experimentele efectuate în acceleratoarele de particule (acceleratoare liniare, ciclotron, betatron).
Până acum au fost furnizate doar dovezi indirecte cu privire la existența supersimetriei. Deoarece nu au fost observate superparteneri ai particulelor tipice Modelului Standart, supersimetria, dacă există, trebuie să fie o simetrie ruptă, permițându-le superparticulelor să fie mai grele decât echivalenții lor din Modelul Standart.
- Presupunând existența unui superpartener de ordinul a câtorva TeV, unificarea interacțiunilor puternice, slabe și electromagnetice devine posibilă pentru o scară de energie de ordinul a 1016 GeV;
- Rezolvă problema ierarhiei. Una dintre consecințele sale este valoarea corecțiilor radiative la masa bosonul Higgs. În cadrul Modelului Standard, corecțiile la masa de câmp scalar au o formă pătratică și sunt substanțial mai mari decât masa câmpului, care intră în ecuația lagrangianului.
- Această teorie explică de ce masa bosonului Higgs poate fi redusă;
- Se oferă ocazia explicării naturii materiei întunecate a universului nostru prin neutralino. Neutralino este stabil (în cazul în care R-paritatea este conservată) și neutru.
- În cosmologie, acesta oferă ocazia explicării caracterul labil al constantei cosmologice.